# Richard Révy
Richard Anton Robert Felix Révy, auch Richard Ryen, (* 13. September 1885 in Főherceglak, Österreich-Ungarn; † 22. Dezember 1965 in Los Angeles, USA) war ein ungarisch-US-amerikanischer Schauspieler und Theaterregisseur. Er war verheiratet von 1911 bis 1934 mit Lovis (Luise) Kronecker und ab 1934 mit Alma «Jo» Staub (1909–2008).

## Leben
Als Sohn des Wasserbauingenieurs Karl Révy, Enkel des Germanisten Karl Julius Schröer und Bruder des Malers Karl Julius Heinrich Revy geboren, studierte Révy in Wien und München Philosophie und Germanistik und absolvierte die Schauspielschule der k.k. Akademie für Musik und darstellende Kunst, Wien.
Noch vor Ausbruch des Ersten Weltkriegs trat er im deutschsprachigen Raum auf der Bühne auf, so München, Wien, Karlsbad und Zürich. An letztgenanntem Ort wirkte Révy auch als Regisseur und Schauspiellehrer. Zu dieser Zeit entdeckte und förderte er die Nachwuchsmimin Lotte Lenya und trat obendrein 1917 erstmals vor die Kamera. Nach dem Krieg konnte Révy am Zürcher Stadttheater auch als Oberspielleiter arbeiten. Nach einer kurzen Zeit in Berlin als Regisseur und Schauspieler verpflichtete ihn Otto Falckenberg als Schauspieler und Spielleiter an die von ihm geleiteten Kammerspiele.  Zuletzt (1934) rückte Révy dort in die Position eines Oberspielleiters auf.
Zeitgleich erhielt der Schauspieler auch einige Nebenrollen in frühen deutschen Tonfilmen, darunter Die verkaufte Braut, Der Tunnel und Peer Gynt.
Zu Révys bekanntesten Inszenierungen gehören Klabunds Der Kreidekreis, Gerhart Hauptmanns Der Biberpelz mit Therese Giehse, George Bernard Shaws Der Arzt am Scheideweg, Henrik Ibsens Peer Gynt mit Hans Schweikart, Hauptmanns Vor Sonnenuntergang mit Friedrich Kayßler und Carl Sternheims Die Hose mit dem jungen Heinz Rühmann.
Otto Falckenberg löste 1936 den Vertrag mit den Münchner Kammerspielen, da Revy ein Gegner des Nationalsozialismus war. Revy floh in die Schweiz, erhielt dort jedoch keine Arbeitserlaubnis. Seine Versuche in Österreich Fuß zu fassen scheiterten am 12. März 1938 mit dem „Anschluss Österreichs“. Im Oktober 1938 emigrierte Richard Révy in die USA. Dort fand er unter dem Künstlernamen Richard Ryen inmitten des Zweiten Weltkriegs ein Auskommen als Schriftsteller und mit größtenteils winzigen Rollen in zahlreichen antinazistischen Propagandafilmen, in denen der glatzköpfige Schauspieler zumeist stiernackige Wehrmachtsoffiziere wie in dem Kultstreifen Casablanca – wo er den Begleiter von Conrad Veidts Major verkörperte – zu spielen hatte.
Nach dem Krieg bekam Ryen, seit November 1944 amerikanischer Staatsbürger, kaum mehr Rollen angeboten. Zuletzt sah man ihn, wie so oft in seiner US-Karriere ohne Namensnennung, mit einer Kleinstrolle in Eine auswärtige Affäre (1948), Billy Wilders im kriegszerstörten Berlin spielender Komödie.

## Filmografie
- 1917: Frühlingsmanöver
- 1932: Die verkaufte Braut
- 1932: Muß man sich gleich scheiden lassen?
- 1933: Der Tunnel
- 1934: Die weiße Majestät
- 1934: Peer Gynt
- 1934: Das Erbe in Pretoria
- 1942: Berlin Correspondent
- 1942: Sabotageauftrag Berlin (Desperate Journey)
- 1942: Casablanca
- 1943: Chetniks
- 1943: Botschafter in Moskau (Mission to Moscow)
- 1943: Hitler’s Madman
- 1943: Liebesleid (The Constant Nymph)
- 1943: The Strange Death of Adolf Hitler
- 1944: The Hitler Gang
- 1944: Secrets of Scotland Yard
- 1944: An American Romance
- 1945: Die Liebe unseres Lebens (This Love of Ours)
- 1945: Paris Underground
- 1948: Eine auswärtige Affäre (A Foreign Affair)

## Werke
- Richard Révy: Kitty. (Lustspiel in 3 Akten). Die Rampe, Berlin um 1937, DNB 575806036.